# Loricariichthys edentatus
Loricariichthys edentatus är en fiskart som beskrevs av Roberto Esser dos Reis och Pereira 2000. Loricariichthys edentatus ingår i släktet Loricariichthys och familjen Loricariidae. IUCN kategoriserar arten globalt som livskraftig. Inga underarter finns listade i Catalogue of Life.